# Bogatić (gmina Promina)
Bogatić – wieś w Chorwacji, w żupanii szybenicko-knińskiej, w gminie Promina. W 2011 roku liczyła 24 mieszkańców.